# Cipedes (Ciniru)
Cipedes is een bestuurslaag in het regentschap Kuningan van de provincie West-Java, Indonesië. Cipedes telt 4901 inwoners (volkstelling 2010).